# Supercopa de la CAF 2001
La Supercopa de la CAF 2001  fue la 9.ª edición de la Supercopa de la CAF, que enfrentó al Hearts of Oak de Ghana, campeón de la Liga de Campeones de la CAF 2000, y el Zamalek de Egipto, campeón de la Recopa Africana 2000.
El encuentro se disputó en el Estadio Baba Yara de Kumasi, en Ghana.

## Equipos participantes
En negrita ediciones donde el equipo salió ganador.
| Equipo        | Vía de clasificación                           | Participaciones previas |
| ------------- | ---------------------------------------------- | ----------------------- |
| Hearts of Oak | Campeón de la Liga de Campeones de la CAF 2000 | Debutante               |
| Zamalek       | Campeón de la Recopa Africana 2000             | 2 (1994, 1997)          |

## Ficha del partido
| 11 de febrero | Hearts of Oak                 | 2:0 (1:0) | Zamalek | Estadio Baba Yara, Kumasi     |                               |
|               | Taylor 11' · Osei Kuffour 46' |           |         | Árbitro(s): Felix Tangawarima | Árbitro(s): Felix Tangawarima |

|                                   |
| Bandera de Ghana                  |
| Campeón Hearts of Oak 1.er título |